# Sophie en de vier seizoenen
Sophie en de vier seizoenen is het dertiende album in de Sophie-reeks. Het album is verschenen in Robbedoes nummer 2030 tot 2048 in 1977.  Het album werd door Dupuis uitgegeven in 1978. Het album werd herdrukt in 1990 met een nieuwe omslagtekening.
Een scène uit dit verhaal met Sophie, Starter en Pieters staat op de omslag van Robbedoes nummer 2030.

## Personages
- Sophie
- Starter
- Pieters

## Uitvindingen van Karapolie
- Draagbaar apparaat met luchtschild

## Verhaal
Starter en Pieters zijn bezig met het plannen van hun vakantie. Pieters wil graag naar een strand met palmbomen en liefst zo vlug mogelijk vertrekken. Ze krijgen onverwachts bezoek van Sophie. Haar vader heeft haar daar afgezet. Hij moet naar een congres en kon zijn dochter niet meenemen. Hij had niemand om op haar te passen zodat hij dacht aan zijn twee goede vrienden. Pieters voelt er niet veel voor om tijdens zijn vakantie voor oppas te spelen. Maar als Sophie vertelt over een zeilbootje dat in de haven op hen ligt te wachten, dan wil Pieters niets liever dan er meteen naartoe gaan. Starter gaat ook akkoord.
Na hun koffers te hebben gepakt, zijn ze met de wagen op weg richting haven. De reis lijkt rustig te verlopen totdat ze op een bepaald moment worden gepasseerd door een blauwe Mercedes. Deze blijkt niet veel goeds in de zin. Ze hebben op een andere wagen geschoten die hierdoor van de weg is afgeraakt en door de crash vuur heeft gevat. Sophie en haar vrienden gaan de chauffeur meteen helpen. De man is enkel licht gewond. Hij overhandigt Starter een muziekcassette met de vraag om die aan niemand anders te geven waarna hij het bewustzijn verliest. Een vrachtwagenchauffeur is ook hulp komen bieden door met zijn brandblusser het vuur te doven. Starter vraagt de bestuurder om een ziekenwagen te bellen voor de gewonde man. Als de ambulance de gewonde man komt oppikken, beluisteren Sophie en Co de cassette via de autoradio om te horen of er iets bijzonders op staat. Er staat enkel muziek op, met name het klassieke stuk De vier seizoenen van componist Vivaldi. Ze besluiten om hun reis verder te zetten en de cassette daarna op te sturen naar het ziekenhuis.
Al gauw komt de Mercedes achter hen aan. Ze doen hen stoppen en bedreigen hen met een pistool de cassette opeisend. Sophie geeft deze meteen aan de gangsters. Sophie heeft hen echter een verkeerde cassette meegegeven. Sophie en vrienden maken zich dus snel weer uit de voeten, want de gangsters hebben ook een autoradio en beseffen snel dat ze in het ootje zijn genomen. Een spannende achtervolging volgt. Dankzij Starters uitmuntende stuurmanskunst weten ze de boeven af te schudden en zelfs te doen crashen. De gangsters komen er zonder al te veel kleerscheuren vanaf. De vrienden zetten koers richting haven. Na nog wat inkopen te hebben gedaan, overnachten ze op "De Transistor", de zeilboot van Sophies vader.
De volgende dag zijn ze al vroeg uitgevaren op een kalme zee. Die rust wordt al snel verstoord door een helikopter die boven de boot komt cirkelen. De bestuurders zijn ook van dezelfde misdaadorganisatie die de cassette willen bemachtigen. De helikopter dropt enkele rookbommen op de boot. Het blijkt een gas te zijn die de vrienden in slaap doet vallen. De boeven gaan op zoek naar de cassette, maar kunnen deze niet vinden. Ze nemen daarom de drie vrienden mee naar hun schuilplaats. Als Sophie wakker wordt, bevindt ze zich in een afgesloten kamer met enkel een bed. Sophie beseft al snel dat de gangsters de cassette nog niet hebben gevonden. Ze doktert al snel een plan uit om de boeven om de tuin te leiden. Ze moet eerst kunnen ontsnappen. Ze merkt de muur met ijzeren platen op en probeert een van de platen los te schroeven met behulp van de gesp van de riem van haar rokje. Na een halfuurtje prutsen heeft ze een plaat los gekregen. Als ze naar binnen kijkt ziet ze dat het veel te smal en te klein is om er door te kunnen ontsnappen. Sophie beseft dat ze wat anders moet verzinnen. Later komt een van de gangsters naar binnen. Als hij de losgewrikte plaat ziet, loopt hij er meteen heen de sleutel op de deur latend. Sophie had zich achter de deur verstopt en loopt de kamer uit. Ze sluit de boef op in de kamer, neemt de bos sleutels mee en gaat op zoek naar haar vrienden. Ze vindt eerst Starter en daarna ook Pieters die net op dezelfde manier als zij hadden willen ontsnappen.
De drie vrienden slagen erin om uit het immense gebouw te ontsnappen, maar de boeven hebben dit opgemerkt en roepen versterking. Ze blijken op een eiland te zitten. De vrienden pogen met hun zeilbootje te ontsnappen, maar worden weer door de boeven gegrepen. Via een monorail worden ze naar een villa gebracht. Sophie herkent het eiland vanuit een weekblad als het Griekse eiland Salgos. Dit eiland is in het bezit van de Griek Aristoteles Ajakkis. Sophie heeft het bij het rechte eind. De boeven leiden de vrienden naar hun leider. Dit blijkt niet Ajakkis te zijn, maar zijn rechterhand. Hij eist de cassette. Sophie zegt dat die nog op de boot ligt en wil deze enkel geven als ze die zelf mag gaan ophalen en hen daarna vrij laat. De gangsterbaas gaat akkoord. Hij laat Sophie met twee van zijn mannen naar het zeilbootje gaan per helikopter. Starter en Pieters blijven als gijzelaars achter. De helikopter landt op het water op een stukje van de zeilboot. Via een rubberbootje roeien de mannen met Sophie naar het bootje. Een van de mannen springt vanuit het rubberbootje op de zeilboot. Ook Sophie wil springen, maar misrekent zich en belandt in het water. Ze wordt er door de boeven uitgehaald. Nu Sophie helemaal nat is, wil ze droge kleren aantrekken. De boeven vinden dit goed. Sophie was opzettelijk in het water gesprongen om de rest van haar plan te kunnen uitvoeren. Terwijl ze zich omkleedt, bevestigt ze een apparaat op haar lichaam. De boeven kunnen dit niet zien omdat het onder haar bloesje zit. Ze neemt de cassette die ze in haar poedel-radio had gestoken. Dit lijkt op een knuffel, maar eigenlijk zit er een radiootje in. Het radiootje had ze eruit gehaald en de cassette in het omhulsel gestoken. Sophie staat erop om de cassette persoonlijk aan de baas van de boevenbende te geven.
De gangsters brengen Sophie terug naar de villa. Als ze bij de baas zijn, vraagt Sophie hem om een boot in ruil voor de cassette. De baas vindt dat het meisje geen eisen meer kan stellen en beveelt een van zijn mannen om de cassette van Sophie af te pakken. Sophie zet het apparaat dat op haar lichaam is bevestigd in werking. De boef kan zijn hand niet verder krijgen alsof een onzichtbaar schild hem tegenhoudt. De baas probeert het ook maar ondervindt hetzelfde en botst met zijn hoofd tegen het onzichtbare schild. Sophie eist opnieuw een boot om van het eiland af te komen. De baas schiet op Sophie mikkend vlak voor haar voeten als waarschuwingsschot. De kogel ketst echter af tegen het onzichtbare schild en vliegt terug, de haardos van de baas schroeiend. De baas zwicht en begeleidt hen naar de boot. 
Ondertussen heeft Starter gesnapt wat dat ondoordringbare schild veroorzaakt. Het is de nieuwste uitvinding Van Sophies vader, met name het luchtschild van het ei in een draagbare vorm. Als ze bij de boot zijn, besluit Sophie om de cassette toch niet te geven aan de boeven. Snel maken de vrienden zich met de speedboot uit de voeten richting kust. De boeven geven het niet op en waarschuwen mannetjes van hun die met een schip op zee varen. Het schip vindt hen en krijgt al snel bijstand van een erg snelle speedboot. Sophie zet alles op alles en gebruikt het draagbare systeem om letterlijk over het water te stuiteren. Ze weet zo de stuurman van het schip te raken. Het schip wordt stuurloos en raakt hierdoor de speedboot van de andere bandieten. Sophie en vrienden maken alweer dat ze wegkomen, maar daar komt de helikopter van de boeven. Tot overmaat van ramp vallen de vrienden zonder benzine. Net als ze denken dat ze de strijd verloren hebben, vluchten de boeven echter. De vrienden snappen al snel waarom. Er zijn legerhelikopters in aantocht. Even later komt ook een oorlogsschip die de vrienden komt oppikken. Op het schip vinden ze Sophies vader en Mister Davis, de man die ze hadden gered uit het autowrak.
Mister Davis geeft de vrienden een lange uitleg waarom die cassette zo belangrijk is. Mister Davis werkte undercover voor de organisatie van Ajakkis die code hadden gestolen bedoeld voor de ontginning van olie. Hij stal de code terug, plaatste deze op microfilm die hij in het bandje van de cassette verwerkte. Hij is erg blij als Sophie hem de cassette weer overhandigt. Zijn blijdschap is echter van korte duur, want de code blijkt er niet meer op te zitten. De cassette is dus verloren gegaan, zo lijkt... Starter denkt dat Sophie iets achter houdt en vraagt haar stilletjes wat er met de originele cassette is gebeurd. Sophie vertelt dat ze, terwijl Starter en Pieters inkopen waren aan het doen, dezelfde cassette was gaan kopen in een platenzaak. De originele cassette gooide ze in het water. Ze had al een gevoel dat het niet voor goede doeleinden was en gelijk had ze gekregen. Olie is immers maar vuil en smerig spul en trekt bovendien oneerlijke lui aan, was haar besluit. Starter vertelt dit geheim niet aan de anderen.